# 特里·弗兰克纳
特里·乔恩·弗兰克纳（Terry Jon Francona，1959年4月22日—出生于南达科他州阿伯丁）昵称“提托（Tito）”，是美国职棒大联盟的主教练，1997年至2000年执教费城费城人队，2004年至2011年执教波士顿红袜队。曾為美國ESPN電視球評。2013年至2023年执教克里夫兰印地安人队。，2025年至今执教辛辛那提红人

## 球员生涯

### 早期棒球生涯
弗兰克纳的父亲提托1956年至1970年期间曾在大联盟打球。弗兰克纳从小在宾夕法尼亚州匹兹堡的郊区长大，他高中时就读于宾州新布莱顿高中，在那里他受到了棒球教练格雷格·法齐奥的启蒙。
1980年，弗兰克纳所在学校亚利桑那大学拿到了当年的大学世界大赛冠军，他也被评为了那个系列赛最杰出球员。

### 大联盟球员时期
1980年的选秀大会中，蒙特利尔博览会在第一轮22顺位挑中了弗兰克纳。他并没有在小联盟浪费什么时间，1981年8月19日，弗兰克纳第一次站上了大联盟的打击箱。他的第一个赛季主要以外野手身份出赛，之后他慢慢转变为一垒手。弗兰克纳也发展成了一位安打型打者，全垒打、保送、三振都很少。
1985赛季后，博览会队和弗兰克纳解约。之后的几年弗兰克纳游走于大联盟多支球队之间，分别在芝加哥小熊、辛辛那提红人、克里夫兰印地安人、密尔瓦基酿酒人打了一年球。1990年酿酒人队虽然和他续约，但那个赛季弗兰克纳只打了三场比赛，1990年4月19日是他最后一次以球员身份出现在大联盟赛场上。之后他选择了退役。在他职业生涯的708场比赛中，打击率2成74、全垒打16支、打点143分。1989年5月15日弗兰克纳还以投手身份上过场，在那场比赛中他投了12球，三振了一名打者。

## 教练生涯

### 小联盟教练
弗兰克纳从芝加哥白袜球团开始了他的教练生涯，并在那里待了多年。1991年弗兰克纳执教湾岸联盟的新人球队萨拉索塔白袜队。1992年他开始在中西联盟1A的南弯白袜队，1993年至1995年间则是作为2A球队伯明翰男爵队的主教练，并在1993年获得南方联盟年度最佳教练以及《美国棒球》杂志年度最佳小联盟教练的荣誉。那年著名的篮球明星迈克尔·乔丹正在伯明翰男爵队效力，球队也拿下了当年的南方联盟冠军。

### 大联盟教练
1996年弗兰克纳正式进入大联盟执教，那一年他成为了底特律老虎的三垒指导教练，当时老虎的主教练是他当年在红人队是队友巴迪·贝尔（Buddy Bell）。赛季结束后弗兰克纳被费城费城人聘为主教练（得到了迈克尔·乔丹的支持），当时费城人队在1993年夺得国联冠军后连续三个赛季战绩都不理想。弗兰克纳在费城人队的四个赛季，球队的成绩从未好于国联东区第三名，最好的一个赛季是1999年，但仅仅只有77胜85败。2000赛季结束后，弗兰克纳被球队解职。2001年他担任克里夫兰印地安人的总经理特别助理，2002年和2003年则分别在德州游骑兵和奥克兰运动家担任板凳教练。

#### 波士顿红袜队主教练
2003年美联冠军赛失利后，波士顿红袜队没有和格雷迪·利托（Grady Little）续约，转而聘用弗兰克纳为主教练。
2004年红袜队取得了98胜64败的成绩，仅次于老对手纽约洋基队排名美联东区第二，获得了外卡资格。在美联分区赛中，红袜队以直落三淘汰洛杉矶天使。美联冠军赛前三场比赛红袜均输给了洋基队，其中第三场比赛还以8比19惨败。不过之后红袜连胜四场，成为大联盟历史上第一支美联冠军赛0勝3敗翻盘的球队。之后红袜队越战越勇，在世界大赛中以4比0横扫圣路易斯红雀，帮助球队打破贝比鲁斯魔咒，时隔86年后再次夺得世界冠军。
2005赛季期间，弗兰克纳一度因为胸疼而住进医院。检查显示他有动脉阻塞的迹象，不过最终弗兰克纳并没有患上心脏病。
两年之后，红袜以两场的优势力压洋基队获得美联东区冠军。在弗兰克纳的带领下，红袜的美联分区赛中横扫了天使队，美联冠军赛再次完成了逆转，1比3落后印第安人队的情况下连胜三场，挺进世界大赛。最终4比0击败科罗拉多落矶队，四年内第二次拿下世界冠军。弗兰克纳是大联盟历史上第一位在他的前八场世界大赛均获得胜利的主教练。他也是红袜队史上第二位率队夺得两次世界冠军的主教练，另外一位是比尔·卡里根（Bill Carrigan），他在1915年和1916年连续两年带领红袜获得世界冠军。
2008年2月24日，红袜队宣布与弗兰克纳续约，之前的合同在2008年底就到期，新的合同则是到了2011年，并且球队有2012年和2013年的选择权。在新合同中，弗兰克纳前三年将总共可以拿到1200万美元的薪水，如果2012年和2013年的选择权没有执行，他还可以再拿到75万美元的补偿。新合同总价值达到了2000万美元。
2008赛季结束后，弗兰克纳的常规赛总成绩为755胜703败（胜率51.8%），季后赛成绩则为28胜14败（胜率66.7%）。在美联冠军赛第七场之前，弗兰克纳在季后赛再输一场就要被淘汰下的战绩为9胜0败，遗憾的是这个不败纪录没有延续下去，红袜最终还是输给了坦帕湾光芒。
2011賽季,紅襪以3比1逆轉擊敗水手,弗兰克纳成為第57位拿到千勝的總教練,同時也送給水手14連敗。在8月底，波士顿红袜的成绩为全联盟最佳。当球迷和媒体都认为球队进入季后赛不成问题的时候，红袜却开始了堕落。在整个9月份，红袜队的成绩为7胜20负，并在常规赛最后一天的最后时刻输给了巴尔的摩金鶯，成就了坦帕湾光芒不可思议的大逆转，自己则无缘季后赛。2011年9月30日，红袜决定不再与弗兰克纳续约，波士顿红袜的“弗兰克纳时代”宣告终结。

#### 克里夫兰印地安人/守護者
2012年球季結束後，弗蘭克納接受克里夫蘭印地安人球團邀請，接任隊史第42任的總教練，2023年球季決定請辭結束11年守護者總教練生涯。

#### 辛辛那提紅人
2024年球季結束後，弗蘭克納以三年合約接受辛辛那提紅人球團邀請，接任隊史第64任的總教練。

## 球評
2011年球季結束後，甫卸任紅襪總教練的弗兰克纳短暫加入福斯電視網擔任美國職棒美聯冠軍賽球評，展開球評生涯。同年12月5日，ESPN透過官網宣布特里‧弗蘭克納加盟ESPN擔任球評工作。

## 執教風格
不少選手均認為弗蘭克納有截長補短的能力，在其執教下，隊伍的強處更能得到強化。克里夫蘭的年輕外野手史蒂文·關則盛讚自家總教練是「史上最佳」。

## 私人生活
弗兰克纳于1982年1月9日和雅克·朗（Jacque Lang）结婚。他们有四个孩子：儿子尼古拉斯，女儿雅莉莎、丽亚和杰米，他们现在都住在马萨诸塞州栗树山。年龄最大的儿子尼古拉斯曾经在宾夕法尼亚大学的棒球队打球，女儿雅莉莎和丽亚都是北卡罗来纳大学教堂山分校垒球队的成员。

## 總教練成績
| 球隊         | 年度         | 正規賽 | 正規賽 | 正規賽 | 正規賽       | 季後賽 | 季後賽 | 季後賽 | 季後賽         |
| 球隊         | 年度         | 勝     | 敗     | 勝率   | 排名         | 勝     | 敗     | 勝率   | 備註           |
| ------------ | ------------ | ------ | ------ | ------ | ------------ | ------ | ------ | ------ | -------------- |
| 費城人       | 1997年       | 68     | 94     | .420   | 國聯東區第5  | -      | -      | .---   |                |
| 費城人       | 1998年       | 75     | 87     | .463   | 國聯東區第3  | -      | -      | .---   |                |
| 費城人       | 1999年       | 77     | 85     | .475   | 國聯東區第3  | -      | -      | .---   |                |
| 費城人       | 2000年       | 65     | 97     | .401   | 國聯東區第5  | -      | -      | .---   |                |
| 費城人合計   | 費城人合計   | 285    | 363    | .398   |              | -      | -      | -.---  |                |
| 紅襪         | 2004年       | 98     | 64     | .605   | 美聯東區外卡 | 11     | 3      | .786   | 世界大賽冠軍   |
| 紅襪         | 2005年       | 95     | 67     | .586   | 美聯東區外卡 | 0      | 3      | .000   | 輸掉美聯分區賽 |
| 紅襪         | 2006年       | 86     | 76     | .531   | 美聯東區第3  | -      | -      | .---   |                |
| 紅襪         | 2007年       | 96     | 66     | .599   | 美聯東區第1  | 11     | 3      | .786   | 世界大賽冠軍   |
| 紅襪         | 2008年       | 95     | 67     | .586   | 美聯東區外卡 | 6      | 5      | .545   | 輸掉美聯冠軍賽 |
| 紅襪         | 2009年       | 95     | 67     | .586   | 美聯東區外卡 | 0      | 3      | .000   | 輸掉美聯分區賽 |
| 紅襪         | 2010年       | 89     | 73     | .549   | 美聯東區第3  | -      | -      | .---   |                |
| 紅襪         | 2011年       | 90     | 72     | .556   | 美聯東區第3  | -      | -      | .---   |                |
| 紅襪合計     | 紅襪合計     | 744    | 552    | .574   |              | 28     | 17     | 0.622  |                |
| 印地安人     | 2013年       | 92     | 70     | .568   | 美聯中區第2  | 0      | 1      | .000   | 輸掉外卡驟死賽 |
| 印地安人     | 2014年       | 85     | 77     | .525   | 美聯中區第3  | -      | -      | .---   |                |
| 印地安人     | 2015年       | 81     | 80     | .505   | 美聯中區第3  | -      | -      | .---   |                |
| 印地安人     | 2016年       | 94     | 67     | .584   | 美聯中區第1  | 10     | 5      | .667   | 輸掉世界大賽   |
| 印地安人     | 2017年       | 102    | 60     | .540   | 美聯中區第1  | 2      | 3      | .400   | 輸掉美聯分區賽 |
| 印地安人     | 2018年       | 91     | 71     | .562   | 美聯中區第1  | 0      | 3      | .000   | 輸掉美聯分區賽 |
| 印地安人     | 2019年       | 93     | 69     | .574   | 美聯中區第2  | -      | -      | .---   |                |
| 印地安人     | 2020年       | 35     | 25     | .583   | 美聯中區第3  | 0      | 2      | .000   | 輸掉外卡驟死賽 |
| 印地安人     | 2021年       | 80     | 82     | .494   | 美聯中區第2  | -      | -      | .---   |                |
| 守護者       | 2022年       | 92     | 70     | .568   | 美聯中區第1  | 2      | 3      | .400   | 輸掉美聯分區賽 |
| 印地安人     | 2021年       | 76     | 86     | .469   | 美聯中區第3  | -      | -      | .---   |                |
| 印地安人合計 | 印地安人合計 | 921    | 757    | .549   |              | 14     | 17     | .452   |                |
| 合計:23年    | 合計:23年    | 1950   | 1672   | .538   | -            | 42     | 34     | 0.553  |                |